# Red Norvo
Red Norvo, pseudonimo di Kenneth Norville (Beardstown, 31 marzo 1908 – Santa Monica, 6 aprile 1999), è stato un vibrafonista statunitense.
Nel corso della sua carriera ha collaborato con Paul Whiteman, Benny Goodman, Charlie Barnet, Woody Herman, Frank Sinatra e altri.

## Discografia
- 1951 - Red Norvo's Fabulous Jam Session